# 小行星3652
小行星3652（英語：3652 Soros）是一颗围绕太阳公转的小行星。1981年10月6日，塔瑪拉·米哈伊洛夫那·斯米爾諾娃在克里米亚发现了此天体。
这颗小行星的绝对星等为61.94329357495348等。